# EuroTLX SIM
EuroTLX SIM S.p.A. è una società che organizza e gestisce il sistema multilaterale di negoziazione (in inglese Multilateral Trading Facility – MTF) omonimo EuroTLX, realizzato per rispondere alle esigenze degli operatori non professionali. Il 1 gennaio 2020 è avvenuta la fusione per incorporazione in Borsa Italiana S.p.A., da tale data l’organizzazione e la gestione del mercato EuroTLX è svolta da Borsa Italiana S.p.A.
La microstruttura del mercato EuroTLX è mista: "order-driven" con la presenza di almeno un "liquidity provider" (in italiano fornitore di liquidità) sul book di negoziazione per ogni singolo strumento finanziario. La liquidità è assicurata da un meccanismo di asta competitiva continua e dalla presenza di almeno un liquidity provider durante gli orari di negoziazione del mercato per ogni strumento finanziario.
EuroTLX è il mercato italiano di riferimento per il mondo obbligazionario retail, con un'offerta di più di 4.000 strumenti finanziari negoziati in 15 valute diverse: titoli di Stato, obbligazioni corporate, bancarie, mercati emergenti, covered bond, obbligazioni sovranazionali, obbligazioni strutturate e obbligazioni cum warrant nel segmento Bond-X, azioni e certificati rappresentativi di azioni nel segmento Equity ed il segmento Cert-X per la negoziazione di covered warrant e certificates.

## Storia
- Gennaio 2000 TLX viene lanciato come SSO del gruppo UniCredit
- Gennaio 2003: TLX S.p.A. diventa gestore del mercato TLX.
- Ottobre 2003 TLX S.p.A. gestisce TLX (mercato regolamentato) ed EuroTLX (MTF).
- 4° trimetre 2006: Banca IMI diventa socio di TLX.
- 12 febbraio 2007: Banca IMI inizia l’operatività come Market Maker.
- 26 febbraio 2007: la BCE riconosce EuroTLX come un "Non-regulated market acceptable by the ECB for collateral management purposes".
- 1 novembre 2007: con la partenza della MiFID, in base all’art. 19 comma 12 del DL 164/07 EuroTLX è a tutti gli effetti un MTF (Multilateral Trading Facility).
- 1 aprile 2008: il primo Specialist (B.P. Vicenza) inizia l’operatività sui propri strumenti "branded" (ossia le obbligazioni e i certificati emessi dall’intermediario o comunque destinati alla propria rete bancaria).
- 12 agosto 2009: Morgan Stanley primo Specialist estero.
- 28 ottobre 2009: BNL - gruppo BNP Paribas diventa il primo Market Maker non socio su EuroTLX.
- 15 dicembre 2009: autorizzazione CONSOB all’attività di gestione di sistemi multilaterali di negoziazione e alla contestuale cessazione del mercato regolamentato TLX.
- 1 gennaio 2010: TLX Spa viene rinominata EuroTLX SIM Spa e chiude il mercato Regolamentato mantenendo solo l'MTF.
- 27 maggio 2011: UBS primo Broker estero.
- 13 giugno 2011: introduzione della controparte centrale per il segmento domestico.
- 28 novembre 2011: In occasione del BTP Day, in una sola giornata di negoziazione si concludono 53.600 contratti per un controvalore di 1,2 miliardi di euro.
- 28 Dicembre 2012: Per la prima volta, l’operatività annuale in conto terzi dei non-soci supera quella dei due azionisti. In ottobre viene stabilito il record di controvalori scambiati mensilmente (12,1 miliardi di euro).
- 24 Settembre 2013: Si perfeziona l’acquisizione del 70% di EuroTLX da parte di Borsa Italiana. Banca IMI e Unicredit, che si ripartivano equamente il capitale sociale di EuroTLX, mantengono una quota del 15% ciascuna.
- Il 21 Luglio 2014 EuroTLX migra la piattaforma di negoziazione sulla tecnologia di Millennium IT già in uso sui mercati gestiti da Borsa Italiana e London Stock Exchange.
- Dal 1 gennaio 2020 per effetto dell’operazione di fusione per incorporazione di EuroTLX SIM S.p.A. in Borsa Italiana S.p.A. l’organizzazione e la gestione del mercato EuroTLX è svolta da Borsa Italiana. Dal 1 aprile 2020, anche il mercato EuroTLX, è presente sul sito www.borsaitaliana.it, dove sono disponibili tutte le notizie, informazioni e comunicazioni prima diffuse sul sito eurotlx.com.

## Gli aderenti al mercato
Gli aderenti del mercato si suddividono in liquidity provider e intermediari che operano solo in conto terzi.
I liquidity provider a loro volta si suddividono in Market Maker A, Market Maker B e Specialist:
- Market Maker A: come requisito deve supportare la liquidità su almeno 250 strumenti e deve aderire anche in qualità di broker
- Market Maker B: come requisito deve contribuire almeno su 30 strumenti; non ha l'obbligo di aderire anche in qualità di broker
- Specialist: supporta la liquidità sulle proprie obbligazioni bancarie. Può operare in qualità di Specialist l'intermediario emittente o uno degli intermediari intervenuti nel collocamento o l'intermediario che abbia un accordo con l'emittente.

Operano nel mercato 14 liquidity provider tra italiani ed internazionali.

## Caratteristiche del mercato EuroTLX
- Microstruttura "order-driven" con la presenza di almeno un liquidity provider su ogni singolo strumento finanziario, che deve quotare in via continuativa per determinate quantità
- Trading con ampia gamma di strumenti finanziari negoziabili ed elevata competitività dei prezzi costantemente misurata dall'indice MPI (Market Performance Index).
- Trasparenza Post-trading grazie a una serie di servizi offerti finalizzati alla riduzione dei costi di post trading e al monitoraggio del rischio sistemico; Netting Bilaterale sul bridge EuroClear/Clearstream, nel Giugno 2011 è stata introdotta la controparte centrale per il segmento domestico.
- Book anonimo a 5 livelli
- Prezzi applicabili in negoziazione continua con priorità di esecuzione secondo prezzo e tempo
- Orari di negoziazione estesi (9:00 - 17:30, ora italiana)
- Inserimento di ordini al meglio o con limite di prezzo
- Regole di mercato volte a preservare la liquidità in favore degli investitori non professionali:

1. Divieto di negoziazione in conto proprio
2. Regole anti-gaming
3. i contratti conclusi tra due liquidity provider vengono automaticamente cancellati

- Gli strumenti finanziari, emessi da un liquidity provider o da terzi, sono ammessi su richiesta dello stesso che ne supporterà la liquidità sul mercato
- Servizi di supporto alla Compliance: Soluzione in materia di titoli illiquidi ai sensi e per i fini della Comunicazione Consob del 2 marzo 2009 n.9019104
- Information-to-client sugli strumenti finanziari offerti agli investitori non professionali tramite lo sviluppo e la distribuzione del servizio "Schede Prodotto per Intermediari"
- Market Data Distribution: distribuzione dell'informativa di mercato in tempo reale e servizi di anagrafica del mercato.
- Invio automatico di tutte le istruzioni di settlement per gli aderenti diretti

### Indici
Il Market Performance Index(MPI) è un indicatore sintetico della qualità dei prezzi. Esprime la percentuale di rilevazioni in cui la performance di EuroTLX, calcolata come differenza tra prezzo in vendita e prezzo in acquisto, risulta migliore o uguale a quella dei mercati di confronto (MOT ed EuroMOT per gli strumenti obbligazionari).
MPI BID - MPI ASK : rappresenta la frequenza con la quale il prezzo medio ponderato in Bid ed in Ask espresso da EuroTLX risulta migliore o uguale a quello espresso dal mercato di confronto.